# Денатурант
Денатурант — інгредієнт (хімічна речовина), який використовують для надання водно-спиртовій суміші міцністю 82 % властивостей продукту, непридатного для споживання як напою.
Денатурація водно-спиртових сумішей — процес приведення водно-спиртової суміші міцністю 82 % до непридатного для споживання стану як напою.